# Wipeout 2048
Wipeout 2048 ist ein futuristisches Computer-Rennspiel des Sony-Studios Liverpool aus dem Jahr 2012. Es zählte zum Start-Line-Up der Handheldkonsole PlayStation Vita und blieb wegen der Schließung von Sony Liverpool der letzte originäre Titel der Wipeout-Reihe.

## Spielprinzip
Wipeout 2048 spielt innerhalb der Serienchronologie im Jahr 2048 und ist damit ein Prequel zu den Vorgängertiteln. Inhaltlich gibt es fünf Teams mit je vier unterschiedlichen Gleitern. Bei den Strecken verwendet es in der Basisversion vier Parcours aus dem PlayStation-3-Titel Wipeout HD Fury wieder, ergänzt um zehn neue Strecken. Diese sind insgesamt breiter designt und können sich erstmals in der Geschichte der Reihe aufgabeln und auf mehreren Ebenen befahren werden. Später folgten weitere Strecken aus HD / Fury als Downloaderweiterungen. Bei der Steuerung gibt es einen alternativen Steuerungsmodus, bei der das Touchpad und die Neigungssensoren genutzt werden können.
Es bietet sowohl Einzelspieler-Herausforderungen als auch kompetitiven, lokalen oder Online-Mehrspieler. Der Einzelspieler-Modus besteht aus drei Saisons mit verschiedenen Pflicht- und Bonus-Wettbewerben, darunter Zeitläufe, reguläre Rennen, Kampf und die psychedelische Zone. Allerdings gibt es keine frei konfigurierbaren Einzelrennen. Im Online-Modus gibt es ebenfalls eine Kampagne, in der man Erfahrungspunkte durch das Erfüllen von Herausforderungen Erfahrungspunkte sammelt, um im Rang aufzusteigen und neue Inhalte wie z. B. Gleiter freizuschalten. Eine Besonderheit ist die Crossplay-Funktionalität für alle Wipeout-HD-Strecken, in denen Vita-Spieler gegen Besitzer einer entsprechenden PS3-Version spielen können.

## Entwicklung
Studio Liverpool wurde bereits sehr früh in die Planungen für die PlayStation Vita einbezogen und entwickelte Wipeout 2048 parallel zur Handheldkonsole. Im Juni 2012 wurden zwei Downloaderweiterungen mit Inhalten aus Wipeout HD und dessen Fury-DLC hinzugefügt. Dazu zählten die vollständigen Kampagnen, neue Rennstrecken und Gleiter. Ideen für die Erweiterung des Spiels nach Veröffentlichung wurden dagegen wegen der Schließung von Studio Liverpool nicht mehr umgesetzt. Für die musikalische Untermalung wurden Stücke von bekannten Electronic-Künstlern lizenziert.
- Anile – Change of Direction (WipEout Mix)
- Camo & Krooked – Breezeblock (WipEout Mix)
- DeadMau5 – Some Chords (WipEout Mix)
- DirtyLoud – School of Funk
- DJ Fresh ft. Sian Evans – Louder (Drum Sound & Baseline Smith Mix)
- The Future Sound of London – We Have Explosive (2011 rebuild) WipEout Mix
- Kraftwerk – Tour De France 2003 (WipEout Mix)
- Noisia – Regurgitate (WipEout 2048 Mix)
- Orbital – P.E.T.R.O.L (Final Drop Mix)
- Orbital – Beelzedub
- Rockwell – BTKRSH (WipEout Mix)
- The Chemical Brothers – Electronic Battle Weapon 3
- The Prodigy – Invaders Must Die (Liam H re-amped Mix)
- Underworld – Kittens (Will Saul & Tam Cooper Remix)

## Rezeption
Das Spiel erhielt mehrheitlich gut Bewertungen, wenngleich die Ladezeiten und das fehlen von Einzelrennen deutlich kritisiert wurde.

„Dynamische Neuauflage der Sci-Fi-Raserei mit schicker Optik, aber auch einem Hang zu gelegentlichem Chaos.“

“Despite its visual consistency with the previous titles that share the family name WipeOut 2048 represents a concerted attempt to evolve the series in interesting ways, while making shrewd, restrained use of the new handheld's features. In this aim it finds mixed success, often sacrificing finesse in exchange for novelty, but in that creativity a new energy and revived sense of character can be found.”

„Trotz seiner visuellen Übereinstimmung mit den vorherigen Serienablegern stellt WipeOut 2048 einen konzertierten Versuch dar, die Serie auf interessante Weise weiterzuentwickeln und gleichzeitig die Funktionen des neuen Handhelds geschickt und zurückhaltend zu nutzen. Damit hat es nur gemischten Erfolg und opfert für die Neuerungen oft seine Finesse; aber in dieser Kreativität kann man auch eine neue Energie und einen neuen Ausdruck von Charakter entdecken.“

In England stieg das Spiel in der ersten Verkaufswoche auf Platz 11 der Gesamtcharts ein, als viertes Vita-Spiel hinter Uncharted: Golden Abyss, FIFA Football und Rayman Origins. Für die Golden Joystick Awards erhielt Wipeout 2048 eine Nominierung als bestes Handheld-Spiel.
Für Sony Liverpool blieb Wipeout 2048 das letzte veröffentlichte Spiel, im August 2012 gab der Mutterkonzern die Schließung des Studios bekannt. Die exakten Gründe wurden nie öffentlichen bekannt gegeben. Jedoch gab es Vermutungen, dass das begrenzte Verkaufspotential der Wipeout-Reihe als Liverpools einzig größerer Marke ein ausschlaggebender Punkt war. Denn obwohl die Titel aufgrund ihres markanten Designs sehr bekannt waren, blieben die Verkaufszahlen deutlich hinter anderen Systemsellern zurück.
Im Rahmen der PlayStation Experience 2016 wurde eine Neuauflage, die neben Wipeout 2048 ebenfalls Wipeout HD und Wipeout HD Fury enthält, angekündigt, die im Sommer 2017 als Wipeout Omega Collection für die PlayStation 4 erschien.